# HammerFall
HammerFall je švedski heavy/power metal sastav osnovan 1993. godine u Gothenburgu.

## Životopis
Nakon napuštanja death metal grupe Ceremonial Oath 1993. godine,  Oscar Dronjak osnovao je HammerFall, a uskoro potom pozvao i Jespera Strömblada da mu se pridruži. S obzirom na to da je u Oscaru već dugo bila ova ideja, već su bili odrađeni ime, pravac i stil sviranja. U to vrijeme izrađena je i prva pjesma sastava Steel Meets Steel. U radu sastava neko vrijeme sudjelovali su članovi grupa In Flames, Crystal Age i Dark Tranquillity. Cilj je bio sastajanje nekoliko puta godišnje i vježba za sudjelovanje na lokalnom natjecanju Rockslaget. Nakon nekog vremena u sastav ulaze Glenn Ljungström iz In Flamesa i Fredrik Larsson iz Crystal Agea. Sastav je uglavnom svirao obrade pjesama grupa kao što su Pretty Maids, Judas Priest i Alice Cooper.
Godine 1996. HammerFall se prvi put našao u polufinalu Rockslageta. Proslavu je pokvarila činjenica da vokalist Mikael Stanne neće biti slobodan u vrijeme polufinala te je sastav započeo potragu za novim vokalom. Poslije kratke potrage Stanneov nasljednik postao je Joacim Jans. Suradnja je urodila uspjehom i momentalno je postao stalni član HammerFalla. Ipak, unatoč impresivnom izdanju, HammerFall nije došao do finala Rockslageta, te su ispali u posljednjim minutama od strane sudaca. 
Dva uradaka s nastupa uživo poslana su nizozemskoj kući Vic Records, koja je oduševljena viđenim odmah ponudila ugovor sastavu. Cijelu sljedeću godinu sastav je utrošio na pisanje tekstova, vježbanje i usavršavanje debitanskog albuma Glory to the Brave. Također, izabrana je i maskota – ratnik Hector, koji se pojavljuje i na svim sljedećim albumima, a predstavlja nordijskog boga Tora. Strömblad i Glen odlučili su posvetiti svoje vrijeme radu u vlastitim grupama, a zamjenjuju ih Refling i Stefan Elmgren, obojica članovi bivšeg Joakimovog sastava Highlander.
Godine 1997. sastav potpisuje za Nuclear Blast te dobiva nekoliko vizualnih dodataka te njihova glazba biva lansirana diljem svijeta. To je rezultiralo snimanjem spotova za pjesme HammerFall i Glory to the Brave. Pored ovih, s albuma Glory to the Brave zaživjela su još tri singla: I Believe, The Dragon Lies Bleeding i Stone Cold. Dolaskom basista Magnusa Rosena umjesto Fredrika iz Crystal Agea, ostvarena je konačna postava HammerFalla. Njegovim dolaskom glazba je još više dobila na ritmu. Nitko, pa čak ni oni, nije očekivao da će jedan heavy metal sastav sredinom devedesetih pokupiti toliko dobrih kritika. Pozitivne kritike najvećih heavy metal časopisa, dobra prodaja kopija pokazala je i veliku popularnost među fanovima. Uslijedile su turneje na kojima je HammerFall nastupio na Wacken Open Airu pred 14 000 ljudi te posjeti većini zemalja zapadne Europe. U veljači 1998. godine,  započet je rad na sljedećem albumu. Prije izdavanja albuma Legacy of Kings, objavili su singl Heeding the Call koji je na njemačkoj top listi tri tjedna boravio na 48. mjestu i za to vrijeme je prodan u više od 20 000 kopija. Tijekom 1998. godine, sastavu je ponuđeno sudjelovanje na tri tribute albuma, za tri njihova uzora iz djetinjstva. Prvi je bio Judas Priest: Legends of Metal, na kojem je HammerFall izveo pjesmu Man on the Silver Mountain, drugi je bio tribute za Accept, a treci za Helloween. Tako su reanimirane pjesme Head Over Hills i I Want Out koja je po mišljenju mnogih svojevrsno remek-djelo.
Treći album Renegade sastavi izdaje 2000. godine,  koristeći istu forumu kao na prethodna dva albuma. Album je naišao na neutralne kritike. Nakon ovog pomalo neuspjelog albuma,  2002. godine izdaju album Crimson Thunder, koji je ocijenjen vrlo dobrim. Pjesma Hearts on Fire izvrsno je prihvaćena te je privukla još veći broj sljedbenika. Iste godine krenuli su na turneju tijekom koje su svirali sa sastavima Iron Maiden, Slayer i Stratovarius. Nakon 2 godine zatišja i ponekih problema kao što je ozljeda Oscara Dronjka u prometnoj nesreći, HammerFall izdaje studijski album Chapter V: Unbent, Unbowed, Unbroken, koji je popratio posjetom Europi i Južnoj Americi.

## Sastav

### Sadašnja postava
- Oscar Dronjak – gitara (1993. – danas)
- Fredrik Larsson – bas-gitara (1994. – 1997., 2007. – danas)
- Joacim Cans – vokal (1996. – danas)
- Pontus Norgren – gitara (2008. – danas)
- David Wallin – bubnjevi (2014. – 2016., 2017. – danas)

### Bivši članovi
- Johan Larsson – bas-gitara (1993. – 1994.)
- Jesper Strömblad – bubnjevi (1993. – 1997.)
- Niklas Sundin – gitara (1993. – 1995.)
- Mikael Stanne – vokal (1993. – 1996.)
- Glenn Ljungström – gitara (1995. – 1997.)
- Magnus Rosén – bas-gitara (1997. – 2007.)
- Patrik Räfling – bubnjevi (1997. – 1999.)
- Stefan Elmgren – gitara (1997. – 2008.)
- Anders Johansson – bubnjevi (1999. – 2014.)
- Johan Kullberg – bubnjevi (2016. – 2017.)

## Diskografija
Studijski albumi
- Glory to the Brave (1997.)
- Legacy of Kings (1998.)
- Renegade (2000.)
- Crimson Thunder (2002.)
- Chapter V: Unbent, Unbowed, Unbroken (2005.)
- Threshold (2006.)
- No Sacrifice, No Victory (2009.)
- Infected (2011.)
- (r)Evolution (2014.)
- Built to Last (2016.)
- Dominion (2019.)

EP-ovi
- Any Means Necessary (2009.)

Koncertni albumi
- One Crimson Night (2003.)

## Vanjske poveznice
- HammerFall, službene stranice